# هاروت شیتیلیان
هاروت شیتیلیان (ارمنی: Հարութ Շիթիլյան; انگلیسی: Harout Chitilian؛ زادهٔ ۱ ژانویهٔ ۱۹۸۰) سیاست‌مدار ارمنی‌تبار اهل کانادا است.